# Balbân
Ghiyâs ud-Dîn Balbân (1200 – 1287) (en ourdou غیاث الدین بلبن), sultan de Delhi de la dynastie des esclaves de 1266 à sa mort en 1287.

## Biographie
Esclave turc de la tribu des Ilbarî, il est vendu à Îltutmish et fait partie du corps des quarante officiers turcs d'origine esclave créé par ce dernier, les cihilgani. Il est nommé nâ’ib (régent) par le sultan Nâsir ud-Dîn Mahmûd en 1249 puis épouse sa fille et exerce la réalité du pouvoir. Il parvient à éviter la désintégration de l'empire et réorganise l'administration. À la mort de Nâsir sans héritier, il devient sultan. Pendant son règne propre, il est confronté à plusieurs menaces : les complots de la noblesse turque, l'agitation des Hindous et les raids des Mongols. Pour résoudre le problème des intrigues entre les différentes factions de maliks, il impose une discipline stricte doublée d’une grande austérité : la prosternation devient obligatoire et le sultan est considéré comme l’ombre de Dieu sur la terre et comme un souverain divinement guidé. Balbân n'hésite pas à faire assassiner les nobles les plus récalcitrants à son autorité. Il parvient également à réprimer l'insurrection des Mewatis, ainsi que le soulèvement des Rajputs hindous du Doab. À cette époque, plusieurs raids des Mongols contre Lahore sont repoussés (1271, 1279). Un ensemble de fortification est construit pour stopper leur avance. Balbân doit intervenir contre les tentations séparatistes du Bengale (1280) et place son second fils Bughra Khan comme gouverneur de cette province. En 1285, un nouveau raid mongol est arrêté sur les rives de l’Indus par le fils aîné et préféré du sultan, Muhammad Shâh. Victorieux, il est tué dans la bataille. À la mort de Balbân en 1287, ses successeurs, souvent manipulés par des factions de maliks, se disputent son héritage. En 1290, le turc afghanisé Khaldji Firuz Chah s’empare du pouvoir et fonde la dynastie des Khaljî.

## Sources
- Encyclopédie de l'islam, Publié par Brill Archive
- History of Delhi Sultanate, par M.H. Syed Publié par Anmol Publications PVT. LTD., 2004  (ISBN 81-261-1830-X et 978-81-261-1830-4)
- THE CAMBRIDGE SHORTER HISTORY OF INDIA, par J. ALLAN, M.A. Publié par CUP Archive